# Tropodiaptomus burundensis
Tropodiaptomus burundensis là một loài giáp xác trong họ Diaptomidae.